# Conclave de 1458
Le conclave de 1458 se déroule à Rome, du 16 au 19 août 1458, juste après la mort du pape Calixte III et aboutit à l'élection du cardinal Enea Silvio Piccolomini qui devient le pape Pie II.

## Source
- (en) Cet article est partiellement ou en totalité issu de l’article de Wikipédia en anglais intitulé « Papal conclave, 1458 » (voir la liste des auteurs).